# Pelo Sangue
Pelo Sangue é o terceiro álbum de estúdio da Banda Azul, lançado em 1993 em LP pela gravadora Bompastor. A obra possui a mesma influência musical dos trabalhos anteriores, mesclando o rock dos anos oitenta com a música pop. Nesse disco também ocorreu o início da participação do tecladista Ruben di Souza no grupo

## Faixas
Lado A
1. "Pelo Sangue"
2. "Abstrato"
3. "Falsos Profetas"
4. "Melô do Fofoqueiro"
5. "Tem que Mudar"

Lado B
1. "Deuses Banais"
2. "Razão"
3. "Solução"
4. "Brasis"
5. "Sal da Terra"

## Ficha técnica
- Guilherme Praxedes - Teclado e Vocal
- Ruben di Souza - Teclado
- Moisés di Souza - Baixo
- Dudu Guitarra - Guitarra
- Dudu Batera - Bateria